# Chucena

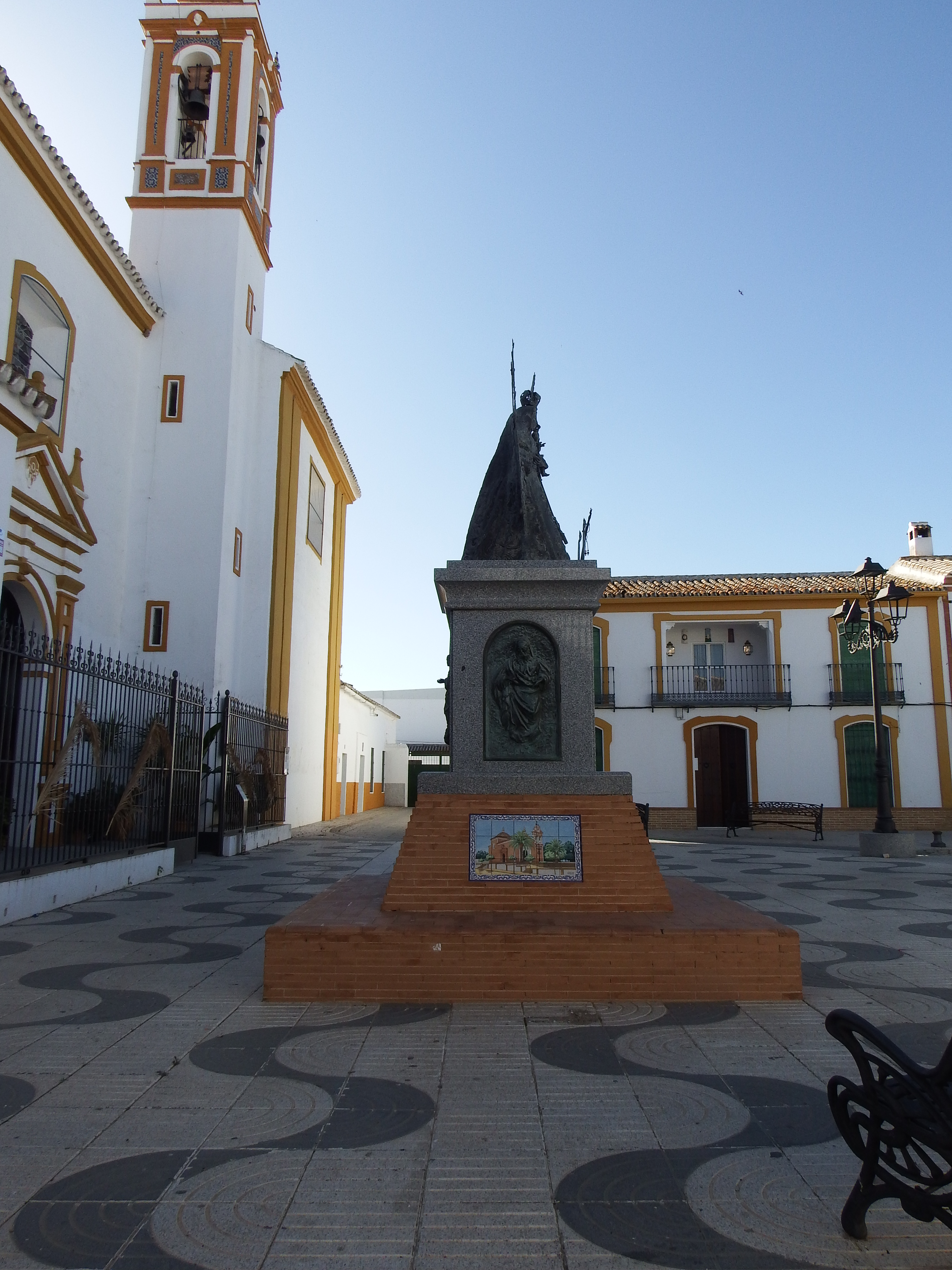

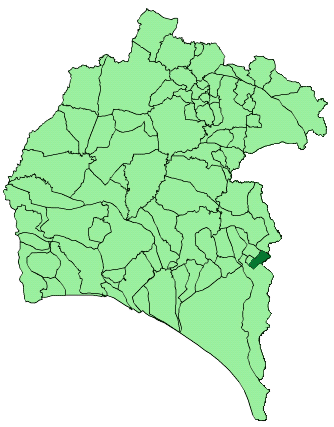
Bản đồ Chucena, Huelva

Chucena là một thị trấn và đô thị ở tỉnh Huelva, Tây Ban Nha. Theo điều tra dân số năm 2005, đô thị này có dân số 2044 người và có diện tích 26 km², mật độ dân số 78,6 người/km². Đô thị này nằm trên độ cao 147m trên mực nước biển. Chucena nằm cách thủ phủ Huelva 62 km.